# Soldanellonyx morimotoi
Soldanellonyx morimotoi is een mijtensoort uit de familie van de Halacaridae. De wetenschappelijke naam van de soort is voor het eerst geldig gepubliceerd in 1970 door Imamura.